# Daniela Hunger
Pour les articles homonymes, voir Hunger.
Daniela Hunger, née le 20 mars 1972 à Berlin, est une nageuse allemande.

## Biographie
Aux Jeux olympiques d'été de 1988 à Séoul, Daniela Hunger participe à trois épreuves sous les couleurs de l'Allemagne de l'Est :
- elle est sacrée championne olympique du 200 mètres quatre nages ;
- elle est sacrée championne olympique en relais 4x100 mètres nage libre ;
- elle est médaillée de bronze du 400 mètres quatre nages.

Quatre ans plus tard, elle représente l'Allemagne réunifiée aux Jeux olympiques d'été de Barcelone dans quatre épreuves :
- elle est médaillée d'argent en relais 4x100 mètres quatre nages ;
- elle est médaillée de bronze en relais 4x100 mètres nage libre ;
- elle est médaillée de bronze du 200 mètres quatre nages ;
- elle est sixième de la finale du 400 mètres quatre nages.

## Palmarès

### Championnats d'Europe
Représentant la République démocratique allemande :
- Championnats d'Europe 1987 à Schiltigheim (France) :
  -  Médaille d'argent du 200 m 4 nages.
- Championnats d'Europe 1989 à Bonn (Allemagne de l'Ouest) :
  -  Médaille d'or du 200 m 4 nages ;
  -  Médaille d'or du 400 m 4 nages ;
  -  Médaille d'or du relais 4 × 100 m nage libre ;
  -  Médaille d'argent du 50 m nage libre.

Représentant l'Allemagne :